# Дарио Дамянович
Дарио Дамянович (на хърватски: Dario Damjanović, роден на 23 юли 1981 г. в Градачац, Югославия) е босненски футболист.

## Кариера
В началото на футболния си път Дамянович играе за младежкия отбор на Борац Шамац, като също така прекарва половин година в белградския клуб Раднички Обреновац. В началото на 2001 г. той отива в босненския втородивизионен отбор Модрица Максима, с който през 2003 г. се класира за първата дивизия на страната си.
През следващата година Дарио Дамянович е привлечен от хърватския Хайдук Сплит, където още през първата си година печели титлата на Хърватия. Край Адриатика полузащитникът записва 81 мача за три години и половина, преди да получи предложение да играе в руската Премиер лига от Луч-Енергия Владивосток. В края на сезона през 2008 г. обаче клубът от Владивосток изпада от руския елит и изпада във финансова криза и се принуждава да продаде босненеца на германския Кайзерслаутерн. Контрактът му в Пфалц изтича през 2011 г. През пролетния полусезон на кампанията 2008/09 Дамянович се бори с Муса Уатара за титулярно място в централната защита на лаутерите, където е използван от треньора Милан Шашич.
Още в младежките си години Дарио Дамянович играе за отбора на Босна до 21 години. След това е неразделна част от мъжкия представителен отбор на страната си.

## Успехи
- Шампион на Хърватия с Хайдук (Сплит) – 2005
- Класиране в босненската Премиер лига с Модрица Максима – 2003